# Bianqing
« Pyeongyeong » redirige ici. Pour les autres idiophones ou autophones lithiques, voir Lithophone.

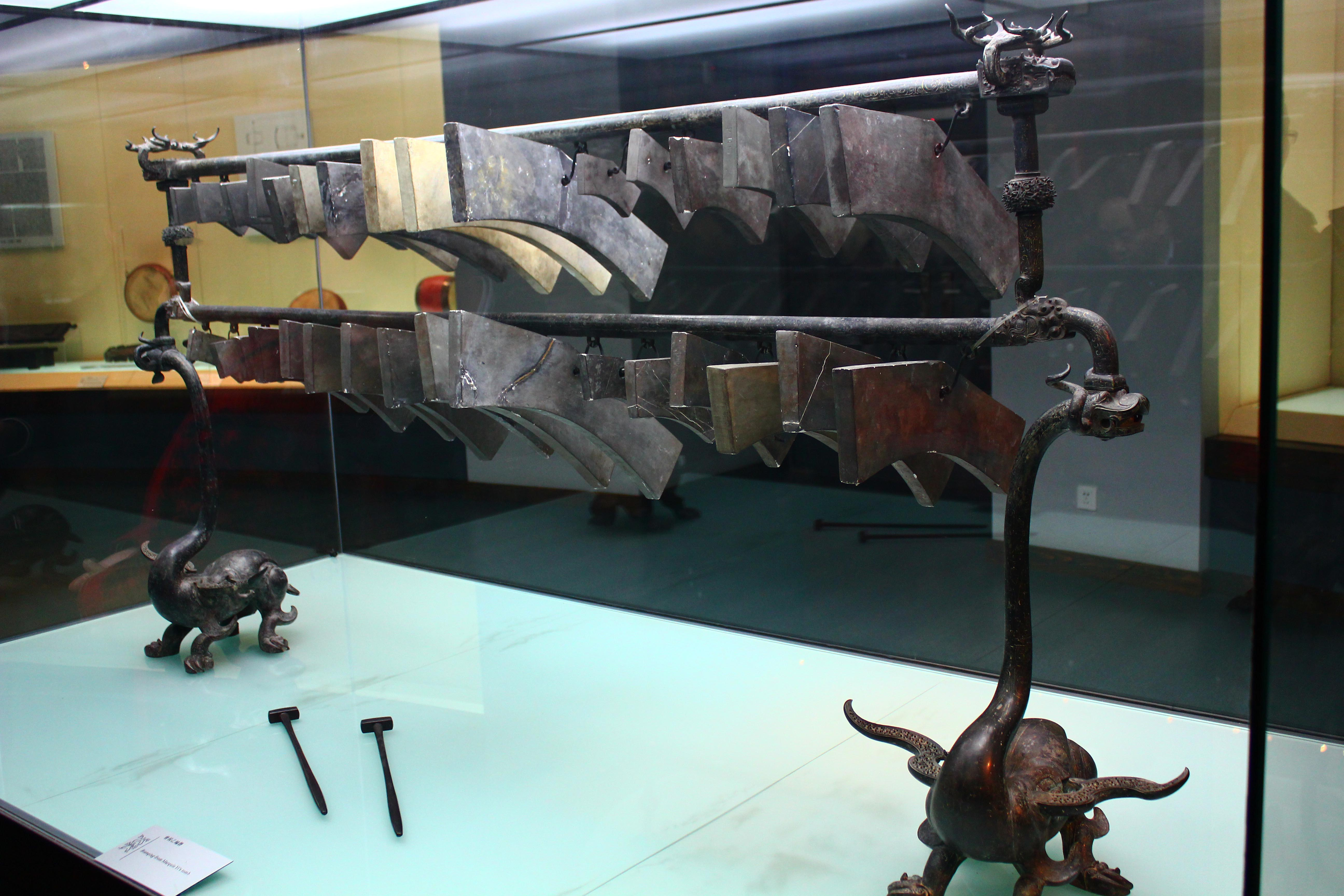
bianqing du marquis de Yi, au musée provincial du Hubei

Le bianqing chinois simplifié : 编磬 ; chinois traditionnel : 編磬 ; pinyin : biānqìng) est un ancien lithophone chinois. Il est composé, à la manière d'un carillon, d'un ensemble d'éléments de différentes hauteurs de notes attachées à un portique. Ces éléments sont des pierres plates en forme de L ou courbées et de taille plus ou moins grande afin de restituer la note désirée. Il était utilisé autrefois dans la Divine musique chinoise. On peut en trouver dans la partie dédiée à la divine musique du parc du Temple du ciel, où il était utilisé lors des cérémonies annuelles.
Les plaques sont frappées à l'aide de maillets.
Le bianqing a été importé en Corée où il est appelé pyeongyeong (hangeul : 편경 ; hanja : 編磬) et est toujours utilisé dans la musique rituelle.